# 一関市立千厩中学校
一関市立千厩中学校（いちのせきしりつ せんまやちゅうがっこう）は、岩手県一関市千厩町にある公立中学校。通称は千中（せんちゅう）。岩手県立一関清明支援学校千厩分教室中学部を併設する。
2000年3月をもって当校への統合により閉校した、旧千厩町立千厩中学校についても記載する。

## 概要
千厩地域の中心部から北東に進んだところにある中学校である。「駒場の郷」と校歌にあるように、千厩字上駒場の小高い丘の上に所在する。校地は清田地区と跨っており、校舎や校庭は千厩地区に属する一方、体育館や武道館、プールなどは清田地区となっている。また、西には駒場交流公園が隣接する。

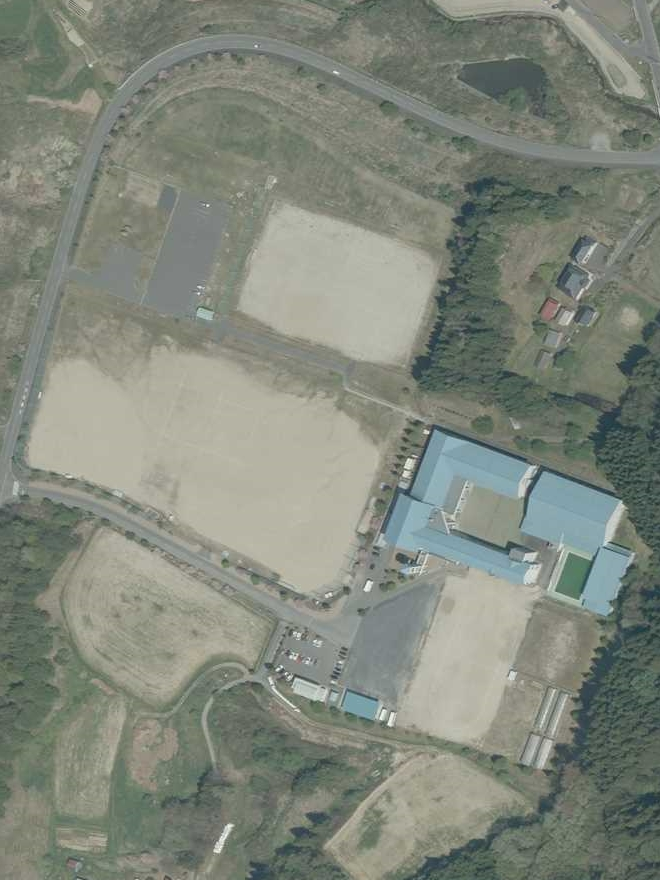
右下部に中学校、西隣には駒場交流公園が広がる。2020年5月撮影。

校舎は、各学年で階層を分けた3階建ての普通教室棟と2階建ての特別教室棟に区分され、真上から見ると「コ」の字の形状となっている。校舎の内側には人工芝のテニスコート2面分を設け、ソフトテニス部の活動場所となっている。また、校舎にはシンボルタワーがあり、当校の象徴的な存在である。
校章および校歌は、いずれも開校までに作成された。校章は旧千厩中学校生徒が作成したもので、千厩町統合中学校校章制定委員会が補作を手掛けた。デザインは円に両翼を生やしたもので、旧千厩中学校のものと似ている。円の中には校名を端折った「千中」の文字が記されている。校歌は佐藤峰子の作詞、佐藤公孝の作曲。両者は夫婦で、ともに千厩町奥玉出身で国立音楽大学の教授でもある。歌は2番まである。
2009年度より校舎の一角に、各種障がいをもつ生徒を対象とした岩手県立一関清明支援学校千厩分教室中学部（みなトモ学級）を設置している。主要行事などの際には共に参加している。
野球部・ソフトボール部・サッカー部などは駒場交流公園で活動している。部活動はこれまで数々の大会で功績をあげており、特に男子バドミントン部やソフトボール部は県大会で何度も優勝し、東北大会や全国大会などに進出している。

## 沿革
統計が残る中では1962年度をピークに千厩町内の中学校では生徒数の減少が続いており、小梨中学校（千厩町小梨）に至っては各学年1学級で東磐井郡内では最小規模の中学校であった。教育環境の改善を図るべく、1990年代に1校へ統合する案が浮上し、新たに学校を設置することが決定した。旧千厩中学校が所在していた千厩字構井田からは、約1キロメートル北東の千厩字上駒場の高台に1999年、鉄筋コンクリート造3階建ての校舎や屋内体育館などを落成した。
2000年3月をもって町内の全中学校（千厩中学校・小梨中学校・奥玉中学校）が統合により閉校し、4月に3代目の千厩町立千厩中学校として開校した。開校後は、主に千厩地区以外（小梨・清田・奥玉・磐清水）の生徒を対象にスクールバスの運行を開始した。屋外プールや柔剣道場などの施設は開校時点では着工しておらず、2002年に全ての施設が完成した。あわせて校舎などの落成式を行い、同町生まれの楢崎教子元柔道選手による記念講話や、柔剣道場開場式の一環として公開演武も行った。

### 年表

#### 旧・千厩中学校
- 1947年（昭和22年）4月1日 - 千厩町立千厩中学校として開校[21]。
- 1960年（昭和35年）10月 - 統合中学校の敷地造成工事を開始[22]。
- 1961年（昭和36年）4月 - 初代千厩中学校・磐清水中学校・清田中学校を名目統合[2]。3校は「千厩中学校〇〇校舎」に移行。
- 1963年（昭和38年）
  - 3月 - 鉄筋コンクリート造3階建ての校舎を落成[23]。
  - 4月1日 - 実質統合し、2代目の「千厩町立千厩中学校」として開校[22]。
  - 校歌を制定（作詞：佐伯郁郎、作曲：千葉了道）[24]。
- 1964年（昭和39年）
  - 3月 - 体育館を落成[23]。
  - 4月 - 初代千厩中学校跡地に千厩町立千厩女子専門学校が移転[22]。
  - 12月 - 管理棟を落成[23]。
- 1965年（昭和40年）3月 - 落成式を挙行[23]。
- 1966年（昭和41年）8月 - 県下中学校野球大会にて野球部が優勝[20]。
- 1971年（昭和46年）7月 - プールを落成（町内初）[20]。
- 1975年（昭和50年）5月 - 千厩町学校給食センターの設置に伴い、完全給食を開始[20]。
- 1998年（平成10年）8月 - ソフトボール部が全国中学校ソフトボール大会にて優勝[25]。
- 1999年（平成11年）8月 - ソフトボール部が全国中学校ソフトボール大会にて優勝[25]。
- 2000年（平成12年）
  - 3月 - 閉校式を挙行[26]。
  - 3月31日 - 閉校[2]。
- 2010年度（平成22年度） - 施設一帯を解体[27]。
- 2011年（平成23年）9月 - 気仙沼市へ用地を提供し、東日本大震災に伴う応急仮設住宅を整備[28]。
- 2020年（令和2年）6月 - 用地を一関市に返還[29][30]。

#### 新・千厩中学校
- 1998年（平成10年）8月 - 校舎を着工[19]。
- 1999年（平成11年）10月 - 普通教室棟と管理棟を落成[9]。
- 1999年度（平成11年度） - 特別教室棟と体育館を落成[9][31]。
- 2000年（平成12年）
  - 4月1日 - 3代目の「千厩町立千厩中学校」として開校[19][2]。
  - 4月8日 - 開校式を挙行[18]。
  - 校歌を制定[32]。
  - 8月 - ソフトボール部が県大会および東北大会で優勝し、全国大会に出場。東北中学校水泳競技大会の個人種目で優勝し、全国中学校水泳競技大会に出場[33]。
- 2002年（平成14年）
  - 3月 - 屋外プールを落成[3]。
  - 5月 - 柔剣道場（武道館）を着工[7]。
  - 10月 - 柔剣道場（武道館）を落成[7]。
  - 11月8日 - 落成記念式典を挙行[17]。
- 2003年（平成15年）
  - 1月 - 海外派遣研修「若駒の翼事業」を開催[34]。
  - 4月 - 県より学力向上フロンティアスクール県研究校に指定（2年間）[3]。
- 2004年（平成16年）
  - 4月 - 県より少人数県研究校に指定[3]。
  - 8月 - ソフトボール部が県大会および東北大会で優勝し、全国大会に出場[3]。
- 2005年（平成17年）
  - 3月 - 校舎南側の校庭を整備。テニスコート2面を設置[3]。
  - 9月20日 - 市町村合併に伴い、「一関市立千厩中学校」に改称[3]。
- 2009年（平成21年）4月 - 岩手県立一関清明支援学校千厩分教室中学部（みなとも学級）を併設[11]。
- 2011年（平成23年）
  - 3月 - スクールバス用車庫を落成[3]。
  - 3月11日 - 東北地方太平洋沖地震により各所が被災[35]。
- 2014年（平成26年）
  - 2月 - 太陽光発電システムを導入[3]。
  - 7月 - 県中総体にて、ソフトボール部と男子バドミントン部が優勝[36][37]。
- 2015年（平成27年）7月 - 県中総体にてソフトボール部が優勝[14]。
- 2016年（平成28年）
  - 2月 - 小さな親切運動にて実行賞を受賞[3]。
  - 11月 - 県新人戦にて男子バドミントン部が団体優勝[38]。
- 2017年（平成29年）
  - 7月 - 県中総体にて男子バドミントン部が団体優勝[39]。
  - 11月 - 県新人戦にて男子バドミントン部が団体優勝[13]。
- 2018年（平成30年）7月 - 県中総体にて男子バドミントン部が優勝[40]。
- 2019年（令和元年）10月 - 県新人戦にて野球部が優勝[41]。創立20周年を記念し生徒会歌を制定[3]。
- 2022年（令和4年）10月 - ソフトボール部が県新人戦に合同チーム（千厩・大東・大原・興田・東山・藤沢中）で出場し、優勝[42]。

## 旧・千厩中学校
1947年の学制改革により開校した初代の千厩中学校を前身とする。その後、小梨中学校の分校から独立して間もない清田中学校（千厩町清田）と、磐清水中学校（千厩町磐清水）と初代千厩中学校が1961年4月付で名目統合し、1963年4月に実質統合（開校）した。約5年間の新築移転工事を経て、千厩字構井田地内の高台に校舎を落成し移転した。2000年に千厩町内の3校が統合してからは施設一帯が放置されていたが、2010年度に全て解体され、更地となった。翌年3月の東日本大震災発生後は、気仙沼市へ仮設住宅の設置のために用地を提供した。228戸の住宅が建設され、8年間利用されたのち、2020年に住宅を解体し更地に戻された上で用地が返還された。

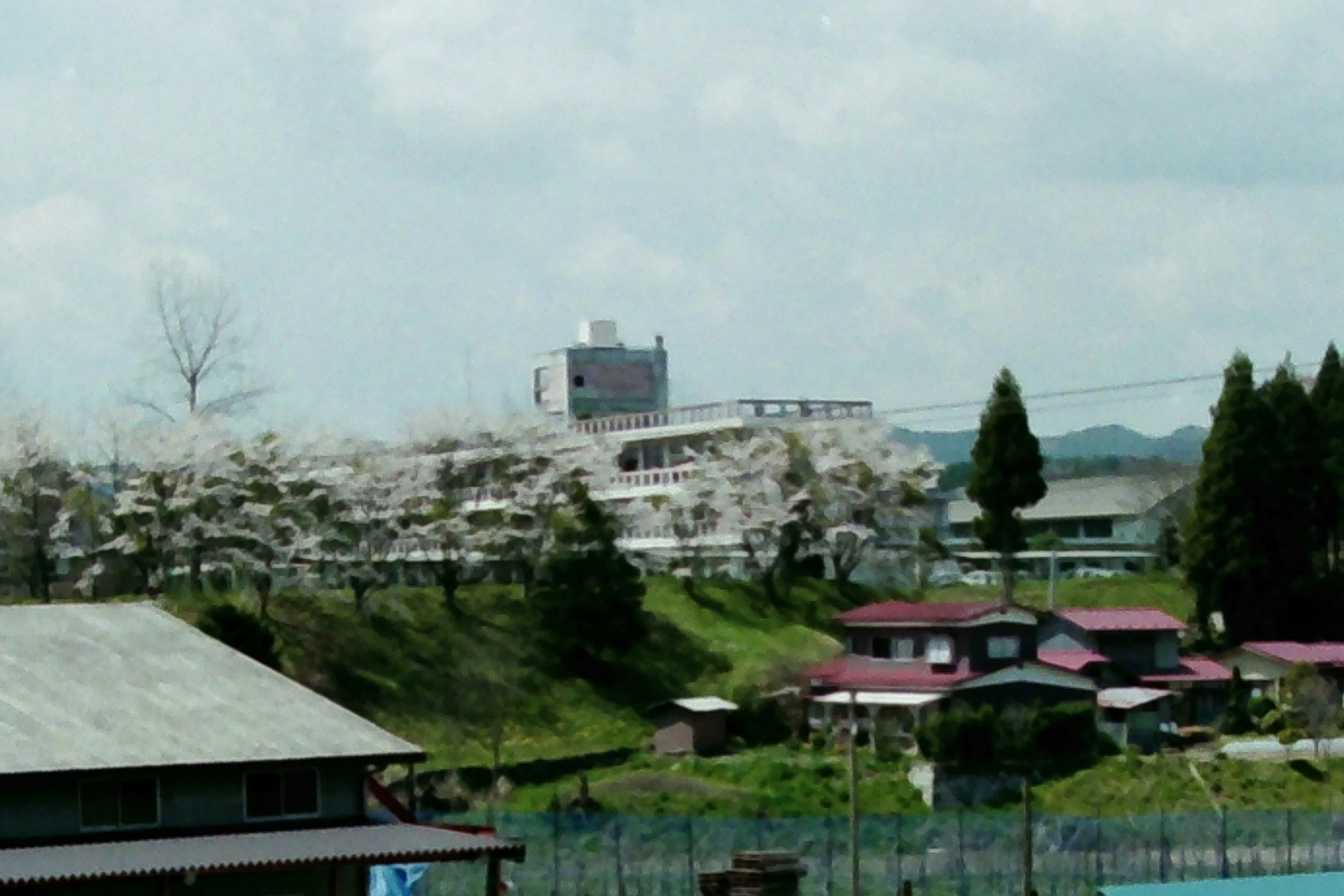
学校遠景（1990年ごろ）
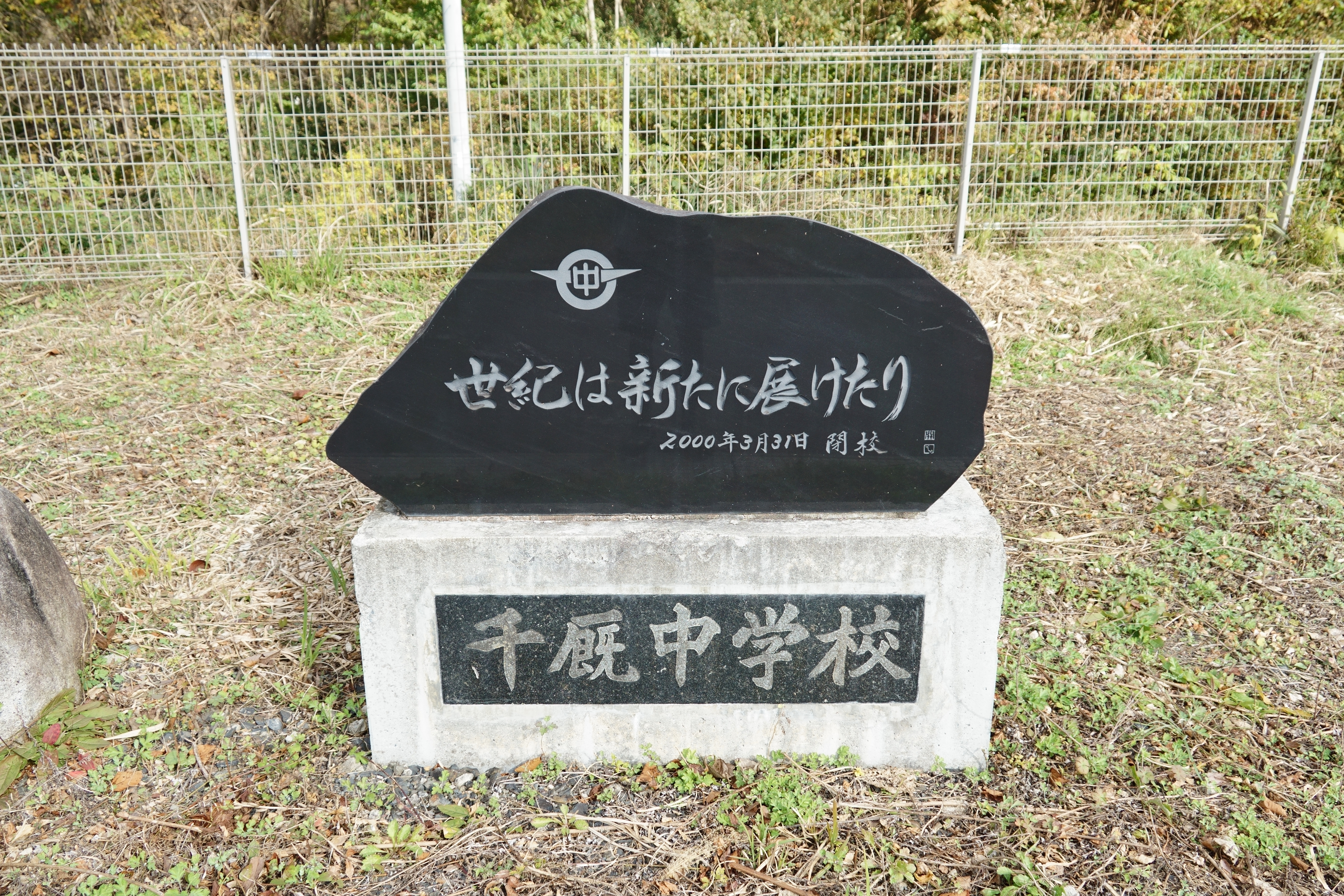
閉校記念碑（2024年11月）

ソフトボール部の活躍
2度目の出場権を得た1998年の全国中学校ソフトボール大会では、東北地方の中学校では初となる優勝を遂げた。その翌年（1999年）も同大会へ出場し、初戦の綾歌中学校との対戦から決勝戦の四條畷学園との対戦まで無失点の完封勝ちを果たし、大会史上3校目となる2連覇を成し遂げた。両大会で貢献した藤原麻起子と藤野遥香は、その後プロ選手の道へ進み、様々な大会において功績を残している。

## 教育目標
を教育目標に掲げている。

## 学校活動
主な学校行事。
1学期
- 4月 - 紹介式、始業式、入学式、応援歌練習
- 5月 - 体育祭、地区通信陸上大会
- 6月 - 芸術鑑賞（3年生）、一関地方中総体、県通信陸上競技大会
- 7月 - 吹奏楽コンクール、県中総体、終業式（夏季休業）

2学期
- 8月 - 始業式、地区駅伝大会、社会体験学習（2年生）
- 9月 - 一関地方児童生徒独唱大会、一関地方新人戦、修学旅行（3年生）
- 10月 - 一関地方中文祭、県新人大会前期、紅輝祭
- 11月 - 県新人大会後期
- 12月 - アンサンブルコンテスト、終業式（冬期休業）

3学期
- 1月 - 始業式、県立高校推薦入試
- 3月 - 県立高校一般入試、卒業式、修了式（年度末休業）、離任式

## 部活動

### 常設部
運動部は10、文化部は2つ設置している（2025年度時点）。
文部科学省が勧める部活動の地域移行を受けて、当校でも2023年度より順次、地域部活動ならびに地域クラブ活動への移行を進めている。2025年度は地域部活動が7部、地域クラブ活動が3部にのぼり、従来の学校部活動は4部まで削減させた。
学校部活動
平日・休日問わず学校が主体となって運営する部活動で、顧問も教員が担当している。
- バレーボール部（女子）
- バドミントン部
- 卓球部（女子）
- 総合文化部

地域部活動（休日型）
平日は学校部活動と同様の運営であるが、休日は外部指導者や保護者などが主体となって運営している。
- ソフトボール部
- ソフトテニス部
- 剣道部
- 吹奏楽部

地域部活動（全日型）
休日型の地域部活動とは異なり、平日も外部から委託した指導者や保護者などが運営している。そのため顧問も存在しない。
- 野球部
- バスケットボール部
- 柔道部

地域クラブ活動
- サッカー部
- バレーボール部（男子）
- 卓球部（男子）

### 特設部
期間限定で設置される部で、有志の生徒が加入する。
- 特設駅伝部
- 特設合唱部

### 廃部となった部活動
- 情報科学部 - 総合文化部を新設
- 文化文芸部 - 同上

## 施設概要
主な施設。面積は延床面積を記載。
- 校舎 - 1999年度竣工の鉄筋コンクリート造3階建て[31]。延床面積は5,887平方メートル[1]。普通教室棟（3階建て）、管理棟（2階建て）、特別教室棟（2階建て）からなる[6]。屋根はスクールカラーの群青色が塗られている[6]。
- 体育館 - 1999年度竣工の鉄骨一部鉄筋コンクリート造平屋建て[31][17]。延床面積は1,337平方メートル[1]。
- 武道館 - 鉄骨造平屋建て[31][7]。延床面積は588平方メートル[1]。
- 屋外プール - 2002年竣工[3]。25メートル8コース[17]。
- 校庭 - 面積は13,300平方メートル[1]。
- テニスコート - 校舎の内側に所在。2面[6]。
- スクールバス車庫 - 2011年竣工[3]。

校地面積は46,195平方メートル。そのうち1,410平方メートルは借地である。

## 生徒・学級数
1947年度以降の生徒数と学級数の推移。1999年度以前は旧千厩中学校の生徒数と学級数に加え、千厩町の生徒数も記載。
2024年度の生徒数は221人で、各学年はおおよそ3学級編成となっている。市内では花泉中学校や桜町中学校などに次いで5番目に多く、大東中学校（223人）とほぼ同じである。生徒数は旧千厩中学校時代から減少傾向が続いており、現行の千厩中学校として開校した2000年代初頭は400人以上いたものの、2005年度に400人を割り、2018年度には300人を割っている。
| 年度 | 生徒数                             | 増減                               | 学級数                             | 増減                               | 出典                               | 備考                               | 町内の生徒数 | 増減       |
| 初代 千厩中学校（1947年 - 1961年） | 初代 千厩中学校（1947年 - 1961年） | 初代 千厩中学校（1947年 - 1961年） | 初代 千厩中学校（1947年 - 1961年） | 初代 千厩中学校（1947年 - 1961年） | 初代 千厩中学校（1947年 - 1961年） | 初代 千厩中学校（1947年 - 1961年） | 町内の生徒数 | 増減       |
| --- | ---------------------------------- | ---------------------------------- | ---------------------------------- | ---------------------------------- | ---------------------------------- | ---------------------------------- | ------------ | ---------- |
| 1947（昭和22）年度 | 307                                |                                    | 7                                  |                                    | [ 51 ]                             | 開校                               |              |            |
| 1948（昭和23）年度 | 379                                | 72                                 | 8                                  | 1                                  | [ 52 ]                             |                                    | 1,125        |            |
| 1949（昭和24）年度 | 423                                | 44                                 | 9                                  | 1                                  | [ 53 ]                             |                                    | 1,209        | 84         |
| 1950（昭和25）年度 | 437                                | 14                                 | 9                                  | 0                                  | [ 54 ]                             |                                    | 1,210        | 1          |
| 1951（昭和26）年度 | 427                                | －10                               | 9                                  | 0                                  | [ 55 ]                             |                                    | 1,189        | －21       |
| 1952（昭和27）年度 | 404                                | －23                               | 9                                  | 0                                  | [ 56 ]                             |                                    | 1,104        | －85       |
| 1953（昭和28）年度 | 424                                | 20                                 | 9                                  | 0                                  | [ 57 ]                             |                                    | 1,157        | 53         |
| 1954（昭和29）年度 | 447                                | 23                                 | 10                                 | 1                                  | [ 58 ]                             |                                    | 1,211        | 54         |
| 1955（昭和30）年度 | 477                                | 30                                 | 10                                 | 0                                  | [ 59 ] [ 60 ]                      |                                    | 1,280        | 69         |
| 1960（昭和35）年度 | 448                                | －29                               | 10                                 | 0                                  | [ 61 ]                             |                                    | 1,216        | －80       |
| 2代目 千厩中学校（1961年 - 2000年）千厩・磐清水・清田中を統合 |                                    |                                    |                                    |                                    |                                    |                                    |              |            |
| 1961（昭和36）年度 | 813                                | 365                                | 17                                 | 7                                  | [ 62 ]                             | 名目統合                           |              |            |
| 1962（昭和37）年度 | 884                                | 97                                 | 18                                 | 1                                  | [ 62 ]                             |                                    | 1,545        |            |
| 1963（昭和38）年度 | 862                                | －22                               | 18                                 | 0                                  | [ 62 ]                             | 完全統合                           |              |            |
| 1964（昭和39）年度 | 840                                | －22                               | 18                                 | 0                                  | [ 64 ]                             |                                    |              |            |
| 1965（昭和40）年度 | 808                                | －32                               | 18                                 | 0                                  | [ 64 ]                             |                                    | 1,334        |            |
| 1966（昭和41）年度 | 770                                | －38                               | 18                                 | 0                                  | [ 64 ]                             |                                    |              |            |
| 1967（昭和42）年度 | 709                                | －61                               | 17                                 | －1                                | [ 65 ]                             |                                    |              |            |
| 1968（昭和43）年度 | 671                                | －38                               | 16                                 | －1                                | [ 65 ]                             |                                    |              |            |
| 1969（昭和44）年度 | 627                                | －44                               | 17(2)                              | 1                                  | [ 66 ] [ 65 ]                      | 特殊学級開設                       |              |            |
| 1970（昭和45）年度 | 604                                | －23                               | 16(2)                              | －1                                | [ 59 ] [ 67 ]                      |                                    | 1,043        | －291      |
| 1971（昭和46）年度 | 570                                | －34                               | 16(2)                              | 0                                  | [ 67 ]                             |                                    | 1,019        | －24       |
| 1972（昭和47）年度 | 559                                | －11                               | 15(1)                              | －1                                | [ 67 ]                             |                                    | 986          | －33       |
| 1973（昭和48）年度 | 560                                | 1                                  | 15(1)                              | 0                                  | [ 69 ]                             |                                    | 967          | －19       |
| 1974（昭和49）年度 | 574                                | 14                                 | 15(1)                              | 0                                  | [ 70 ] [ 69 ]                      |                                    | 946          | －21       |
| 1975（昭和50）年度 | 568(8)                             | －6                                | 15(1)                              | 0                                  | [ 71 ]                             |                                    | 897          | －49       |
| 1976（昭和51）年度 | 559(13)                            | －9                                | 16(2)                              | 1                                  | [ 72 ]                             |                                    | 880          | －17       |
| 1977（昭和52）年度 | 540(14)                            | －19                               | 15(2)                              | －1                                | [ 73 ]                             |                                    | 817          | －63       |
| 1978（昭和53）年度 | 543(16)                            | 3                                  | 15(2)                              | 0                                  | [ 74 ]                             |                                    | 841          | 24         |
| 1979（昭和54）年度 | 500(14)                            | －43                               | 15(2)                              | 0                                  | [ 76 ]                             |                                    | 755          | －86       |
| 1980（昭和55）年度 | 494(3)                             | －6                                | 14(1)                              | －1                                | [ 77 ]                             |                                    | 753          | －2        |
| 1981（昭和56）年度 | 483(11)                            | －11                               | 13(1)                              | －1                                | [ 78 ]                             |                                    | 690          | －63       |
| 1982（昭和57）年度 | 483(3)                             | 0                                  | 13(1)                              | 0                                  | [ 79 ]                             |                                    | 700          | 10         |
| 1983（昭和58）年度 | 469(4)                             | －14                               | 13(1)                              | 0                                  | [ 80 ]                             |                                    | 672          | －28       |
| 1984（昭和59）年度 | 452(4)                             | －17                               | 13(1)                              | 0                                  | [ 81 ]                             |                                    |              |            |
| 1985（昭和60）年度 | 466(5)                             | 14                                 | 13(1)                              | 0                                  | [ 82 ]                             |                                    | 674          | －2        |
| 1986（昭和61）年度 | 480                                | 14                                 | 13(1)                              | 0                                  | [ 83 ]                             |                                    |              |            |
| 1987（昭和62）年度 | 495                                | 15                                 | 13(1)                              | 0                                  | [ 83 ]                             |                                    |              |            |
| 1988（昭和63）年度 | 477                                | －18                               | 13(1)                              | 0                                  | [ 84 ]                             |                                    | 691          | 17         |
| 1989（平成元）年度 | 445                                | －32                               | 13(1)                              | 0                                  | [ 84 ]                             |                                    | 657          | －34       |
| 1990（平成2）年度 | 440                                | －5                                | 13(1)                              | 0                                  | [ 84 ]                             |                                    | 650          | －7        |
| 1991（平成3）年度 | 426                                | －14                               | 13                                 | 0                                  | [ 87 ]                             |                                    | 647          | －3        |
| 1992（平成4）年度 | 398                                | －28                               | 12                                 | －1                                | [ 87 ]                             |                                    | 625          | －22       |
| 1993（平成5）年度 | 382                                | －16                               | 12                                 | 0                                  | [ 87 ]                             |                                    | 618          | －7        |
| 1994（平成6）年度 | 360                                | －22                               | 11                                 | －1                                | [ 88 ]                             |                                    | 588          | －30       |
| 1995（平成7）年度 | 343                                | －17                               | 10                                 | －1                                | [ 88 ]                             |                                    | 578          | －10       |
| 1996（平成8）年度 | 309                                | －34                               | 9                                  | －1                                | [ 88 ]                             |                                    | 526          | －52       |
| 1997（平成9）年度 | 293                                | －16                               | 10                                 | 1                                  | [ 89 ]                             |                                    | 510          | －16       |
| 1998（平成10）年度 | 295                                | 2                                  | 10                                 | 0                                  | [ 89 ]                             |                                    | 475          | －35       |
| 1999（平成11）年度 | 306                                | 11                                 | 10                                 | 0                                  | [ 89 ]                             | 閉校                               | 488          | 13         |
| 年度 | 生徒数                             | 増減                               | 学級数                             | 増減                               | 出典                               | 備考                               | 備考         | 備考       |
| 3代目 千厩中学校（2000年 - ）千厩・小梨・奥玉中を統合 |                                    |                                    |                                    |                                    |                                    |                                    |              |            |
| 2000（平成12）年度 | 467                                | －21                               | 13                                 |                                    | [ 90 ]                             | 開校                               | 開校         | 開校       |
| 2001（平成13）年度 | 447(4)                             | －20                               | 14(1)                              | 1                                  | [ 91 ] [ 92 ]                      |                                    |              |            |
| 2002（平成14）年度 | 411(4)                             | －36                               | 13(1)                              | －1                                | [ 93 ]                             |                                    |              |            |
| 2003（平成15）年度 | 392(5)                             | －19                               | 13(1)                              | 0                                  | [ 94 ]                             |                                    |              |            |
| 2004（平成16）年度 | 402(5)                             | 10                                 | 13(1)                              | 0                                  | [ 95 ]                             |                                    |              |            |
| 2005（平成17）年度 | 386(5)                             | －16                               | 13(1)                              | 0                                  | [ 96 ]                             |                                    |              |            |
| 2006（平成18）年度 | 395(4)                             | 9                                  | 13(1)                              | 0                                  | [ 97 ]                             |                                    |              |            |
| 2007（平成19）年度 | 384(3)                             | －11                               | 13(1)                              | 0                                  | [ 98 ]                             |                                    |              |            |
| 2008（平成20）年度 | 366(2)                             | －18                               | 12(1)                              | －1                                | [ 99 ]                             |                                    |              |            |
| 2009（平成21）年度 | 346(5)                             | －20                               | 12(2)                              | 0                                  | [ 100 ]                            |                                    |              |            |
| 2010（平成22）年度 | 323(6)                             | －23                               | 11(2)                              | －1                                | [ 101 ]                            | 開校10周年                         | 開校10周年   | 開校10周年 |
| 2011（平成23）年度 | 337(6)                             | 14                                 | 12(2)                              | 1                                  | [ 102 ]                            |                                    |              |            |
| 2012（平成24）年度 | 344(5)                             | 7                                  | 12(1)                              | 0                                  | [ 103 ]                            |                                    |              |            |
| 2013（平成25）年度 | 352(5)                             | 8                                  | 13(2)                              | 1                                  | [ 103 ]                            |                                    |              |            |
| 2014（平成26）年度 | 334(5)                             | －18                               | 11(2)                              | －2                                | [ 103 ]                            |                                    |              |            |
| 2015（平成27）年度 | 321(4)                             | －13                               | 11(2)                              | 0                                  | [ 103 ]                            |                                    |              |            |
| 2016（平成28）年度 | 308(5)                             | －13                               | 11(2)                              | 0                                  | [ 103 ]                            |                                    |              |            |
| 2017（平成29）年度 | 302(11)                            | －6                                | 12(3)                              | 1                                  | [ 103 ]                            |                                    |              |            |
| 2018（平成30）年度 | 289(11)                            | －13                               | 11(2)                              | －1                                | [ 103 ]                            |                                    |              |            |
| 2019（令和元）年度 | 284(9)                             | －5                                | 11(2)                              | 0                                  | [ 103 ]                            |                                    |              |            |
| 2020（令和2）年度 | 283(11)                            | －1                                | 11(2)                              | 0                                  | [ 103 ]                            | 開校20周年                         | 開校20周年   | 開校20周年 |
| 2021（令和3）年度 | 263(8)                             | －20                               | 12(3)                              | 1                                  | [ 103 ]                            |                                    |              |            |
| 2022（令和4）年度 | 236(8)                             | －27                               | 11(2)                              | －1                                | [ 103 ]                            |                                    |              |            |
| 2023（令和5）年度 | 221(4)                             | －15                               | 11(2)                              | 0                                  | [ 103 ]                            |                                    |              |            |
| 2024（令和6）年度 | 221(4)                             | 0                                  | 10(2)                              | －1                                | [ 103 ]                            |                                    |              |            |
| 2025（令和7）年度 | 209(9)                             | －12                               | 11(3)                              | 1                                  | [ 3 ]                              |                                    |              |            |
| ※生徒数・学級数内の括弧は特別支援生徒・学級数（内数） ※岩手県立一関清明支援学校千厩分教室中学部は含めない ※1955年度以前の町内の生徒数は、旧千厩町・小梨村・奥玉村・磐清水村を含む |                                    |                                    |                                    |                                    |                                    |                                    |              |            |

## 学区
- 一関市千厩町全域
  - 千厩
  - 小梨
  - 清田
  - 奥玉
  - 磐清水

出典：

## 進学前小学校
2017年度以前は旧千厩小学校、小梨小学校、奥玉小学校、磐清水小学校、清田小学校が対象だった。
- 一関市立千厩小学校[104]

## アクセス
千厩町駒場地区の高台、駒場交流公園のそばに位置している。

### 鉄道
- JR大船渡線 千厩駅から車で約3分、徒歩で約20分

### バス
- 「千厩中学校」停留所（一関市営バス）から徒歩すぐ

### 自動車
- 千厩町中心部から約5分

## 周辺
- 駒場交流公園
- 一関市消防本部一関東消防署
- 一関市立千厩小学校

## 著名な出身者
旧千厩中学校の出身者も掲載。
- 藤野遥香 - ソフトボール選手[105]
- 藤原麻起子 - ソフトボール選手[105]
- 星亮一 - 小説家。仙台市立愛宕中学校から転入した[106]。